# Joh. Blazincic & Söhne
Joh. Blazincic & Söhne war ein Unternehmen in Wien, das sich auf Posamentierwaren und Militäruniformen während der k.u.k. Monarchie spezialisierte. Das Unternehmen befand sich an der Stiftgasse 31 im 7. Bezirk Neubau.

## Geschichte

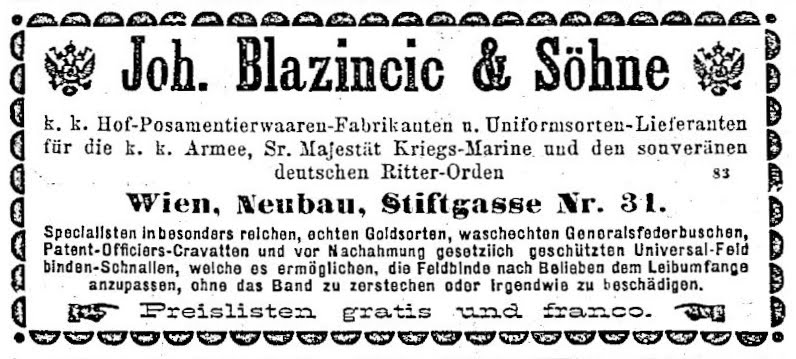
Annonce von Joh. Blazincic & Söhne, 1888

Unter bescheidenen Verhältnissen gründete Johann Blažinčić 1845 in Wien auf der Wieden ein Posamentiergeschäft. Im Jahr 1870 traten die Söhne des Gründers, Josef und Franz, in den Betrieb ein und das Unternehmen wurde unter dem Firmennamen „Joh. Blazincic & Söhne“ handelsgerichtlich eingetragen. Durch die besondere Qualität der angebotenen Produkte hatte das Unternehmen einen vornehmen Kundenkreis, dem zahlreiche Staatsbeamte, Offiziere, Generäle, Erzherzöge und der Kaiser Franz Joseph I. angehörten.
Anfang Jänner 1883 wurde die Firma von der hohen Militärkanzlei des Kaisers aufgefordert, General-Feldbüsche möglichst widerstandsfähig gegen die Einflüsse des Wassers, respektive die Verfärbung durch Regen, zu präsentieren. Am 7. Februar 1883 legte Josef Blažinčić einen grüngefärbten Federbusch vor, welcher kommissionell unter Leitung des Vorstandes der Militärkanzlei, des General-Adjutanten k.u.k. Generalmajors Leonidas Popp, geprüft und als „waschecht“ befunden wurde. Dafür wurde der Firma von der hohen Militärkanzlei des Kaisers am 14. Februar 1883 ein amtliches Zeugnis ausgestellt. Hierauf wurde der Firma die Auszeichnung zuteil, den ersten waschechten Federbusch am 5. März 1883 dem Kaiser höchstpersönlich liefern zu dürfen. Seit dieser Zeit wurden die waschechten Federbüsche von der hohen Generalität und dem Generalstabskorps fast ausschließlich eingesetzt.
Die Beteiligung an den Weltausstellungen in Wien, Paris, London, Philadelphia, Antwerpen, Moskau, München trug wesentlich dazu bei, dass die Firma „Joh. Blazincic & Söhne“ auch außerhalb Europas mit Aufträgen betraut wurde.
Bei den angeführten und weiteren Ausstellungen erhielt das Unternehmen in Anerkennung seiner Leistungen mehr als 40 Medaillen und Ehrendiplome. 1870 in London verlieh Königin Viktoria von Großbritannien dem Inhaber das silberne Kreuz am blauen Bande. Vom Kaiser Franz Joseph wurde anlässlich der Weltausstellung 1873 in Wien dem Unternehmensgründer, Johann Blažinčić, das goldene Verdienstkreuz und gelegentlich der Weltausstellung in Paris 1878 das goldene Verdienstkreuz mit der Krone verliehen. Ferner wurde der Chef Josef Blažinčić mit Allerhöchster Entschließung vom 25. April 1889 in Anerkennung seines verdienstlichen, industriellen und gemeinnützigen Wirkens mit dem goldenen Verdienstkreuz mit der Krone und mit Allerhöchster Entschließung vom 22. Juni 1901 in Anerkennung seiner vieljährigen und verdienstlichen Tätigkeit mit dem Ritterkreuze des Franz-Joseph-Ordens ausgezeichnet. Am 18. Dezember 1883 erhielt er den Titel eines k.k. Kommerzialrates und am 23. Jänner 1901 den Titel eines kaiserlichen Rates. Ferner wurden die Inhaber zu k.u.k. Hoflieferanten ernannt und durften sich „k.u.k. Hof-Gold-Posamentierwaren- und Uniformsorten-Lieferanten“ nennen. Das Unternehmen war auch Kammerlieferant des Erzherzogs Franz Salvator. Erzherzog Karl Ludwig stattete dem Unternehmen sogar einen Besuch in deren Atelier ab.
Der Zusammenbruch der Monarchie nach dem Ersten Weltkrieg und die Abschaffung der Federbüsche für Uniformen im neuen Bundesheer brachten dem Unternehmen schwere Zeiten, bis es schließlich in Konkurs ging.